# Ковиље
Ковиље (лат. Stipa) је назив рода биљака из породице трава (Poaceae) — еволуционо међу најсложенијим фамилијама биљака, којој припадају и многе култивисане врсте неопходне у исхрани човека као што су пшеница, кукуруз, пиринач и др. То су велике, густо бусенасте трајнице, сврстане у подфамилију Pooideae и у трибус Stipeae. Дугачко осје ковиља личи на ланену кудељу, на основу чега су биљке овог рода добиле научно име (грч. stýpē, stýppē = ланена, конопљаста кудеља). Назив рода такође долази од латинских (романизованих грчких) речи збити (лат. stipare) и сламка (лат. stipula).
Род обухвата око 400 врста широм света, које углавном живе у степској зони умерених и тропских области. У региону Средње Европе и Балкана има неколико врста.
Многе врсте су важне крмне биљке. Ковиље су такође, због атрактивности коришћене у хортикултури, као украсне баштенске биљке (нпр. врсте Stipa brachytricha, S. arundinacea, S. splendens, S. calamagrostis, S. gigantea или S. pulchra).

## Екологија
Врсте рода Stipa се јављају у различитим типовима травних заједница и у саванама. У одређеним биљним заједницама степа, пешчара и прерија доминирају, чак толико да поједине заједнице добијају терминолошки назив по њима (на пример ass. Stipetum tirsae – термофилне ливаде). У неким деловима западног дела САД ковиље формира значајан део приземне вегетације у такозваним саванама плавог храста (Quercus douglasii).
Неке врсте ковиља су ретке и стога заштићене, као на пример Stipa pennata у Чешкој или Stipa pulcherrima у Србији.

## Етимологија
У народу се ковиље зове и бабина коса, стара баба, мадона, остница. Реч ковиље је старословенског порекла. И у другим словенским језицима је назив сличан: на бугарском је буг. Коило, украјинском укр. Ковила, руском рус. Ковыльна, чешком чеш. Kavyl.

## Одабране врсте
- Stipa africana Burm. f.[13] – афричко ковиље
- Stipa alba F. M. Vàzquez & S. Ramos[13] – бело ковиље
- Stipa apertifolia Martinovsky[13]
- Stipa arabica[14] – арапско ковиље
- Stipa arundinacea – шеварско ковиље
- Stipa aristella[13] – класасто ковиље
- Stipa avenacea – црно ковиље
- Stipa baicalensis Roshev.[14] – бајкалско ковиље
- Stipa balcanica (Martinovský) Kožuharov – балканско ковиље
- Stipa barbata Desf.
- Stipa bavarica – баварско ковиље
- Stipa borysthenica – пешчарско ковиље
- Stipa brachytricha – корејска метличаста трава
- Stipa breviflora[14]
- Stipa bungeana
- Stipa canadensis – канадско ковиље
- Stipa capensis
- Stipa capillacea[14]
- Stipa capillata L.[14] – длакаво ковиље
- Stipa caucasica[14] – кавкаско ковиље
- Stipa comata
- Stipa consanguinea[14]
- Stipa coreana Honda – корејско ковиље
- Stipa gigantea – велико ковиље
- Stipa grandis P.A.Smirn.[14]
- Stipa hymenoides
- Stipa joannis Čelak.
- Stipa krylovii Roshev. – игличаста трава
- Stipa leptogluma
- Stipa lessingiana[14]
- Stipa macroglossa[14]
- Stipa mexicana – мексичко ковиље
- Stipa milleana
- Stipa mollis – маљаво ковиље
- Stipa mongolorum[14] – монголско ковиље
- Stipa nitens[13]
- Stipa neomexicana (Thurb. ex Coult.) Scribn. – новомексичко ковиље
- Stipa orientalis[14] – источноазијско ковиље
- Stipa papposa Nees – јужноамеричка рижна трава
- Stipa parviflora Desf.[13] – ситноцветно ковиље
- Stipa pennata L. – перасто ковиље
- Stipa pontica P. A. Smirn.
- Stipa pulcherrima – лепо ковиље
- Stipa purpurea[14]
- Stipa sareptana[14]
- Stipa spartea
- Stipa speciosa
- Stipa tirsa Steven – понтијско ковиље
- Stipa tulcanensis
- Stipa turkestanica Hack.
- Stipa viridula[15] – зелено ковиље
- Stipa zalesskii Wilensky

### Раније сврставано међу ковиље
- Achnatherum aridum (као S. arida)
- Achnatherum bromoides (L.) P. Beauv. (као S. bromoides  (L.) Dörfl. и као S. aristella L.)
- Achnatherum calamagrostis (L.) P.Beauv. (као S. calamagrostis (L.) Wahlenb.)
- Achnatherum robustum (Vasey) Barkworth (као S. robusta (Vasey) Scribn.)
- Achnatherum splendens (Trin.) Nevski (као S. splendens Trin.)
- Celtica gigantea (Link) F. M. Vazquez & Barkworth (као S. gigantea Link)
- Jarava ichu Ruiz & Pav. (као S. ichu (Ruiz & Pav.) Kunth)
- Macrochloa tenacissima (Loefl. ex L.) Kunth (као S. tenacissima Loefl. ex L.)
- Nassella leucotricha (Trin. & Rupr.) R.W.Pohl (као S. leucotricha Trin. & Rupr.)
- Nassella pulchra (Hitchc.) Barkworth (као S. pulchra Hitchc.)
- Oryzopsis hymenoides (као S. hymenoides)[15]